# Куртранж
Куртра́нж (фр. Courteranges) — коммуна во Франции, находится в регионе Шампань — Арденны. Департамент — Об. Входит в состав кантона Люзиньи-сюр-Барс. Округ коммуны — Труа.
Код INSEE коммуны — 10110.
Коммуна расположена приблизительно в 155 км к юго-востоку от Парижа, в 80 км южнее Шалон-ан-Шампани, в 13 км к востоку от Труа. Стоит на реке Барс.

## Население
Население коммуны на 2008 год составляло 594 человека.
| 1962 | 1968 | 1975 | 1982 | 1990 | 1999 | 2008 |
| ---- | ---- | ---- | ---- | ---- | ---- | ---- |
| 170  | 174  | 202  | 273  | 295  | 425  | 594  |

## Экономика
В 2007 году среди 355 человек в трудоспособном возрасте (15—64 лет) 281 были экономически активными, 74 — неактивными (показатель активности — 79,2 %, в 1999 году было 77,2 %). Из 281 активных работали 262 человека (142 мужчины и 120 женщин), безработных было 19 (7 мужчин и 12 женщин). Среди 74 неактивных 28 человек были учениками или студентами, 29 — пенсионерами, 17 были неактивными по другим причинам.

## Фотогалерея
- Библиотека
- Памятник погибшим в Первой мировой войне
- Карта коммуны